# Строева, Марианна Николаевна
Мариа́нна Никола́евна Стро́ева (урождённая Сканави; 3 мая 1917, Ростов-на-Дону — 27 февраля 2006, Москва) — советский театровед и театральный критик. Доктор искусствоведения (1970).

## Биография
Марианна Сканави родилась в Ростове-на-Дону; отец был инженером, мать врачом. В 1922 году семья переехала в Москву; отец, работавший в Госбанке, в 1930 году был обвинен во «вредительстве» и арестован вместе с другими сотрудниками Госбанка; срок отбывал в Бамлаге, затем до 1957 года находился в ссылке, после смерти Сталина был реабилитирован.
Окончив актёрский факультет театрального училища при Театре Революции, Марианна Сканави в 1939 году стала актрисой Театра Революции (ныне — Московский театр им. Маяковского). Выйдя замуж, сменила фамилию и известность приобрела уже как Строева.
Во время войны Строева работала и училась, с 1942 года, на театроведческом факультете ГИТИСа, который, по мнению Строевой, был в то время — в годы директорства С. Мокульского — одним из лучших гуманитарных вузов страны. Окончив в 1947 году институт, поступила в аспирантуру ГИТИСа, в 1952 году защитила кандидатскую диссертацию по теме «Работа К. С. Станиславского и В. И. Немировича-Данченко над пьесами А. П. Чехова». В 1950—1953 годах работала в репертуарно-редакторском отделе Министерства культуры.
Марианна Строева является автором многочисленных театроведческих работ, в частности по истории советского театра; как театральный критик печаталась в различных изданиях, в 1953—1960 годах заведовала отделом драматургии в журнале «Театр». Но после некоторых её особенно резких статей (в том числе «Критическое направление ума») и публикации в журнале по её инициативе пьесы А. М. Володина «Фабричная девчонка», вызвавших острую дискуссию, на журнал обрушились гонения, и Строевой пришлось покинуть редакцию.

Из воспоминаний В. Кардинa: 
«О чем только ни говорили! Но прежде всего, видимо, о „Фабричной девчонке“, вызвавшей целую дискуссию на страницах журнала „Театр“. При различии оценок почти все участники спора так или иначе признавали: пришёл новый драматург, рождается новая драматургия, исподволь, но резко осуждающая советскую реальность. Не впрямую, но признавали».
Однако друзья помогли, с 1960 года Строева была младшим, а с 1966 года — старшим научным сотрудником Института истории искусств (ВНИИ Искусствознания), продолжая публиковаться в прессе в качестве театрального критика. В 1970 году защитила докторскую диссертацию по теме «Режиссёр Станиславский (1898—1917)».
В 1988 Марианна Строева попала в автомобильную аварию, тяжёлые травмы заставили её покинуть Институт истории искусств. Длительное лечение, в том числе и за рубежом, не дало результатов — болезнь не отступала.
Скончалась в 2006 году. Похоронена на Новодевичьем кладбище.

## Семья
В 1938 году Марианна Сканави вышла замуж за Алексея Михайловича Строева; в этом браке в 1947 году родился сын Андрей.
Второй муж — литературовед и писатель Ф. С. Наркирьер (1919—1997). В 1955 году в браке родились близнецы Александр и Елена. Александр стал филологом, профессором Сорбонны; Елена — актрисой, в начале 90-х вышла замуж и уехала в Лондон вместе c дочерью Марианной Строевой, родившейся в 1982 году.

## Сочинения
- «Борис Георгиевич Добронравов. 1896—1949». «Искусство». 1950 г.
- «Чехов и Художественный театр». 1955 г.
- «История советского драматического театр». 6 т. (1966—1971) — среди коллектива авторов
- «Режиссёрские искания Станиславского. 1898—1917». М.: Наука, 1973.
- «Режиссёрские искания Станиславского. 1917—1938». М.: Наука, 1977.
- «Советский театр и традиции русской режиссуры: Современные режиссёрские искания. 1955—1970» (о творчестве режиссёров О. Ефремова, А. Эфроса и Г. Товстоногова, ВНИИ искусствознания, 1986 г.
- «Театр Анатолия Эфроса». 2000 г.
- «Мой отец». Воспоминания; январь 2007, посмертное издание.